# کاپاچیو
کاپاچیو (به ایتالیایی: Capaccio) یک کومونه در ایتالیا است که در استان سالرنو واقع شده‌است.

## خصوصیات
کاپاچیو ۱۱۲ کیلومترمربع مساحت و ۲۲٬۰۱۶ نفر جمعیت دارد.